# Noelia Fernández Navarro
Noelia Fernández Navarro (Alacant, 21 de setembre de 1976) és una exgimnasta rítmica valenciana que va ser component de la selecció de gimnàstica rítmica d'Espanya en modalitat individual i de conjunts. Va ser campiona de la Copa d'Espanya en 1990 i 1993 i campiona d'Espanya en categoria d'honor en 1992. De 2000 a 2012 va entrenar el conjunt espanyol de gimnàstica rítmica en diverses etapes.
Al juny de 1988 va participar en la categoria espoir (esperança) en el torneig de Vénissieux (França), on va aconseguir l'or en la general individual. En 1989 va ser seleccionada per Emilia Boneva per formar part del conjunt nacional júnior i participaria en el Campionat d'Europa Júnior de Tenerife obtenint la medalla de bronze al costat de la resta de l'equip, integrat també per Carmen Acedo, Ruth Goñi, Montserrat Martín i Eider Mendizábal, a més de Cristina Chapuli i Diana Martín com a suplents.

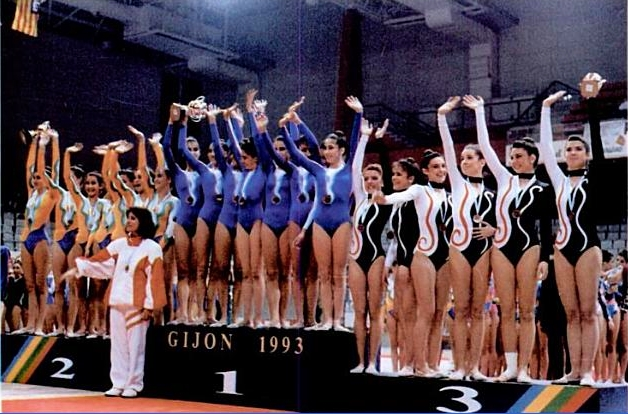
Club Atlètic Montemar (esq.) a Gijón (1993).

En 1992 va ser campiona d'Espanya en la categoria d'honor, títol assolit ex aequo amb Rosabel Espinosa. Aquest mateix any, en els Jocs Iberoamericans de Gimnàstica disputats al juliol a Màlaga, va ser or per equips, en corda i en pilota, i plata en la general. El novembre de 1993 va tornar a ser campiona de la Copa d'Espanya a Sevilla tant en la general com en els quatre aparells, i al desembre, en el Campionat d'Espanya de Conjunts a Gijón, va aconseguir la medalla de plata en la general i dues medalles d'or en les finals per aparells (la de 6 cordes i la de 4 cèrcols i 4 maces) amb el conjunt de primera categoria. Aquest conjunt montemarí estava integrat per Noelia com a capitana, Marta Baldó, Estela Giménez, Violeta Giménez, Peligros Piñero, Jéssica Salido i Montserrat Soria, algunes de les quals van ser components de la selecció espanyola. Aquest mateix mes, quan Noelia tenia intenció de retirar-se, va tornar a ser convocada per la selecció nacional. Al desembre de 1994, novament a Gijón, es va proclamar campiona d'Espanya amb el conjunt de primera categoria del Club Atlètic Montemar. Aquest conjunt montemarí estava integrat per Noelia, Violeta Giménez, Verónica Lillo, Jéssica Salido, Patricia Simón i Marina Zaragoza.

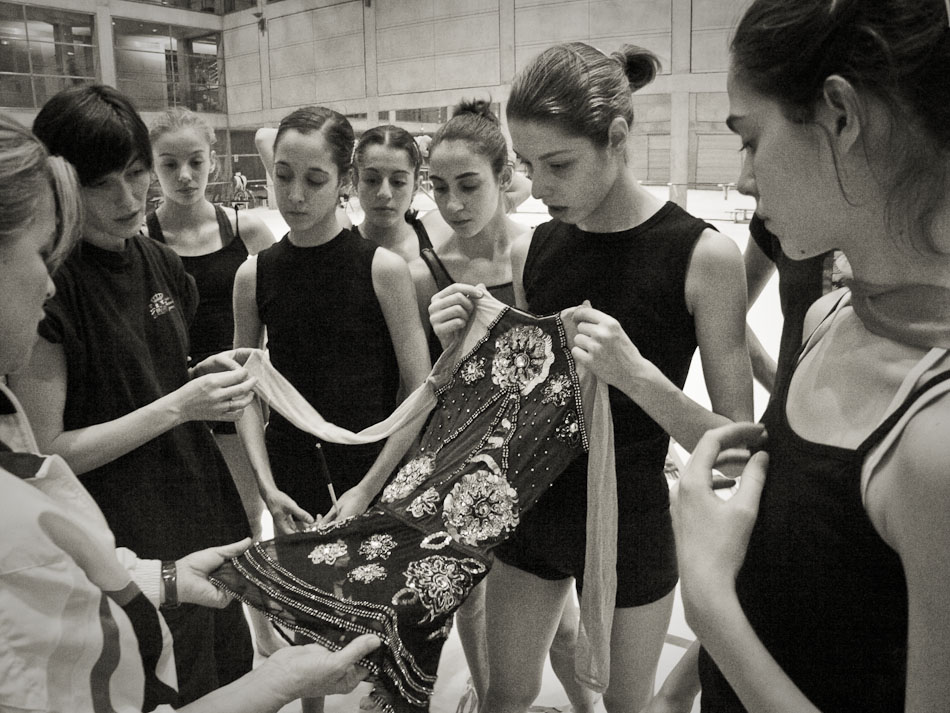
Noelia (a l'esquerra, amb samarreta fosca) amb el conjunt espanyol en la seva etapa com a entrenadora del mateix (2003).

De 2004 a 2007, va ser entrenadora del conjunt júnior de la selecció nacional, equip integrat per gimnastes com Loreto Achaerandio, Sandra Aguilar o Lidia Rodó. Va compaginar aquest càrrec amb els seus estudis en Magisteri d'Educació Física.

## Premis, reconeixements i distincions
- Premi Importantes de Información 1990 del mes de novembre, atorgat pel Diario Información (1991)[5]